# Zaljev Kakoviha
Zaljev Kakoviha (rus. губа Каковиха) je zaljev u Bijelom moru, blizu Ostrovnoya, Rusija, uz Tersku obalu.